# Jules Blanchard
Pour les articles homonymes, voir Blanchard.
Jules Blanchard, né le 25 mai 1832 à Puiseaux (Loiret) et mort le 2 mai 1916 à Paris (6e arrondissement), est un sculpteur français.

## Biographie
Jules Blanchard est le gendre du sculpteur Denis Foyatier dont il a épousé la fille Marie Foyatier et l'élève de François Jouffroy. Il fut notamment chargé du rétablissement de la fontaine du Palmier, sur la place du Châtelet à Paris.
Il expose au Salon à Paris entre 1859 et 1913. 
Médaille d'or à l'Exposition universelle de 1889 pour un groupe de 7 sculptures, membre du jury de sculpture, il est nommé chevalier de la Légion d'honneur en 1881.
Il est médaillé aux Salons de 1866 et de 1867 puis récompensé par une médaille de deuxième classe en 1873. 
Il a eu une fille Marguerite Benoite Blanchard (1863-1927) qui a épousée André Mathurin Frouin (1861-1938).

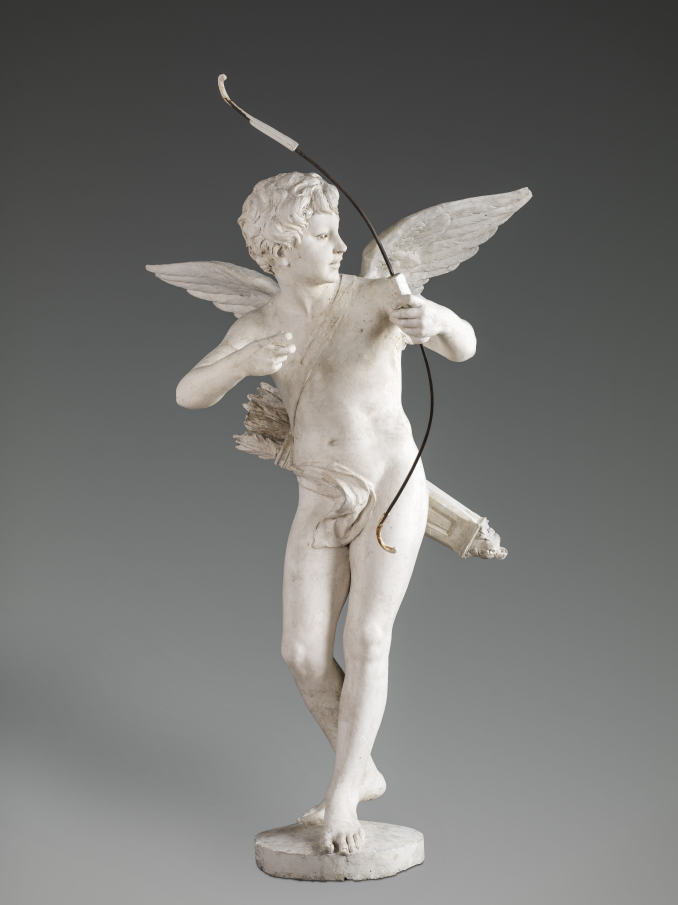
Éros, 1898, plâtre, 160 x 102 x 88 cm. Nemours, Château-Musée, 1904.18.1

## Œuvres
- La résurrection du fils de la veuve de Naïm, 1858, Salon 1859, bas-relief en pierre, Puiseaux, chapelle du cimetière[6].
- Tête d'étude (buste féminin), Salon 1861, marbre, Saint Quentin, Musée Antoine-Lecuyer.
- Samson lançant les renards dans les blés des Philistins, Salon 1865, plâtre, non localisé[7].
- Notre-Dame-de-Touvent, statue en marbre originellement au dessus de l'autel de la chapelle "Notre-Dame-des-Victoires" dans la chapelle du domaine de Touvent (Châteauroux, Indre), avant 1866[8], 105 x 28 cm, Châteauroux, Musée Bertrand, 514 (dépôt du Conseil départemental de l'Indre).
- Un Jeune équilibriste, Salon de 1866, plâtre, 150 x 50 x. 65 cm, Angoulême, Musée des beaux-arts[9].
- Un Jeune équilibriste, Salon de 1866, bronze, 150 x 50 x. 65 cm, Orléans, Musée des beaux-arts.
- La Bocca della verità (La bouche de la vérité), 1871, statue en marbre, Paris, jardin du Luxembourg.
- Jeune faune, Salon 1873, plâtre, Brionne, hôtel de ville, dépôt CNAP 40121[10].
- Nymphe au bain, 1874, marbre[11].
- Diane surprise, Salon 1881, marbre, 186 x 80 x 80 cm, Bourges, Musée du Berry, dépôt CNAP 44428[12].
- Portrait de Domenico da Cortona, dit le Boccador (? - vers 1549), architecte et ingénieur italien, 1881, pierre, Paris, façade de l'hôtel de ville (parvis).
- Boccador, 1881, plâtre patiné, Paris, Musée Carnavalet-Histoire de Paris, S3359[13].
- Une fille du pays de Chanaan, 1883, plâtre, Orléans, Musée des beaux-arts.
- La Science, Salon 1886 (commande de 1882), plâtre.
- Deux figures allégoriques (génie de la musique et de la danse), 1870, Angoulême, fronton du théâtre, place New York.
- Esquisses pour le génie de la musique et de la danse, 1870, Angoulême, Musée des Beaux-Arts, 870.2.3 et 870.3.4[14],[15].
- Une découverte, Salon 1886, marbre, Bordeaux, Musée des Beaux-Arts de Bordeaux, inv. Bx S 131.
- La Faculté des Sciences, 1889, marbre, Paris, salle des Autorités de la Sorbonne.
- La Science, vers 1889, bronze, Paris, parvis de l’hôtel de ville.
- Deux figures décoratives (couronnement de la Porte Rapp au Champ-de-Mars à Paris), vers 1889.
- Andromède, Salon de 1892, statue, Paris, jardin du Luxembourg, Paris, Musée d'Orsay.
- Monument à Henri-Louis Duhamel du Monceau, 1893, Pithiviers.
- Monument à monsieur et madame Schneider, 1897, place Marquis à Clamart[16].
- Mgr Wicart, 1898, et  Mgr Bougaud, fontes Thiébaut frères, cathédrale de Laval.
- Éros, 1898, plâtre, 126 cm de hauteur, Nemours, Château-Musée. Inv. 1904.18.1[17].
- Andromède, 1900, pierre, 240 x 100 x 120 cm, Paris, Musée d'Orsay, RF 3893[18].
- Femme arabe, 1901, bronze sur piédouche en marbre rouge, Paris, Musée d'Orsay, RF2426.
- Jeune Fille parlant au Sphinx, 1916, mairie de Puiseaux.
- Quatre cariatides, Paris, salle du conseil de l'hôtel de ville.
- Buste de jeune fille, nd, marbre blanc, 71 x 55 x 31 cm, Châteauroux, Musée Bertrand, dépôt de l'ENSBA, D.1220.

Œuvres de Jules Blanchard
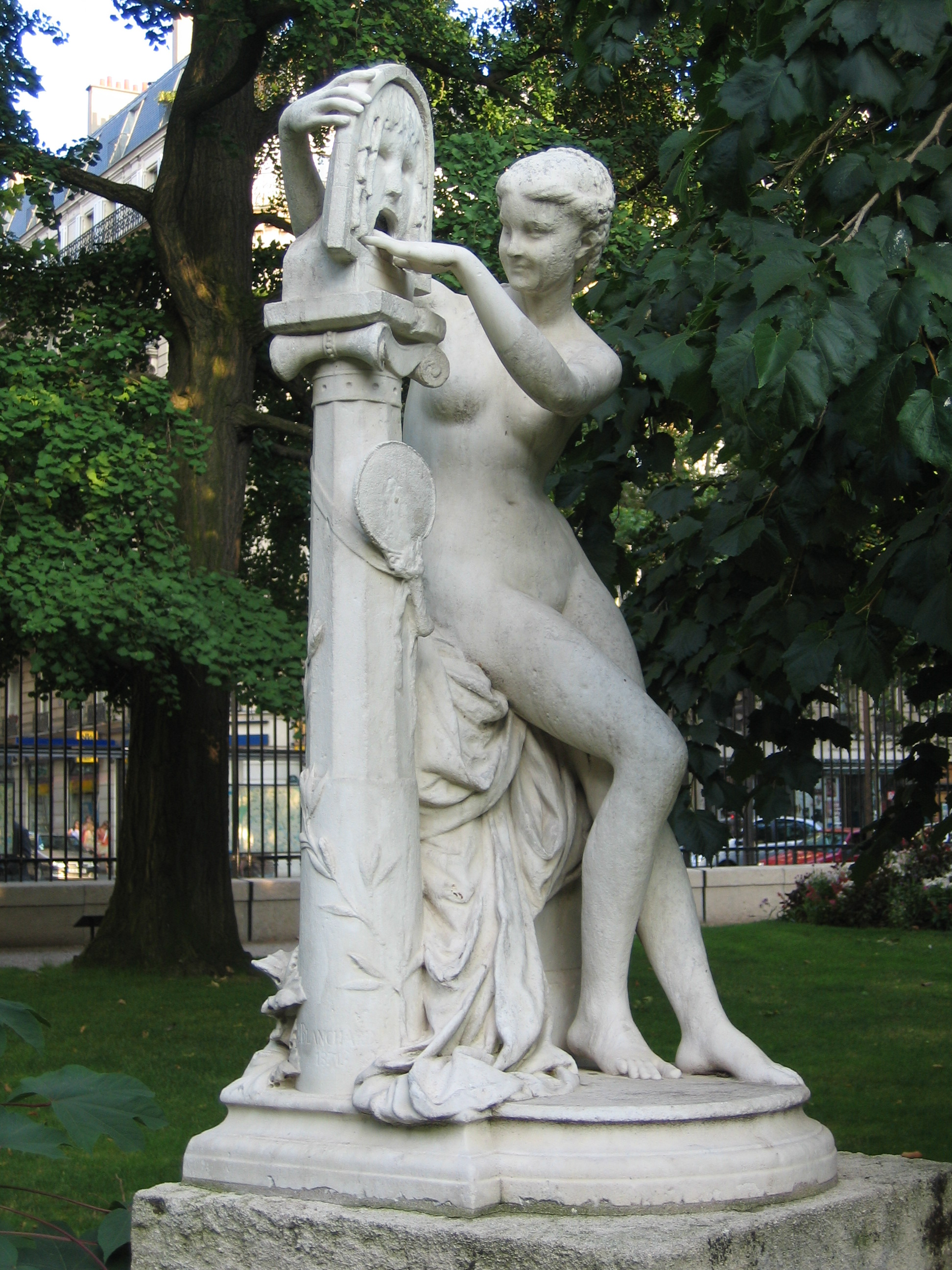
La Bocca della verità, Paris, jardin du Luxembourg.
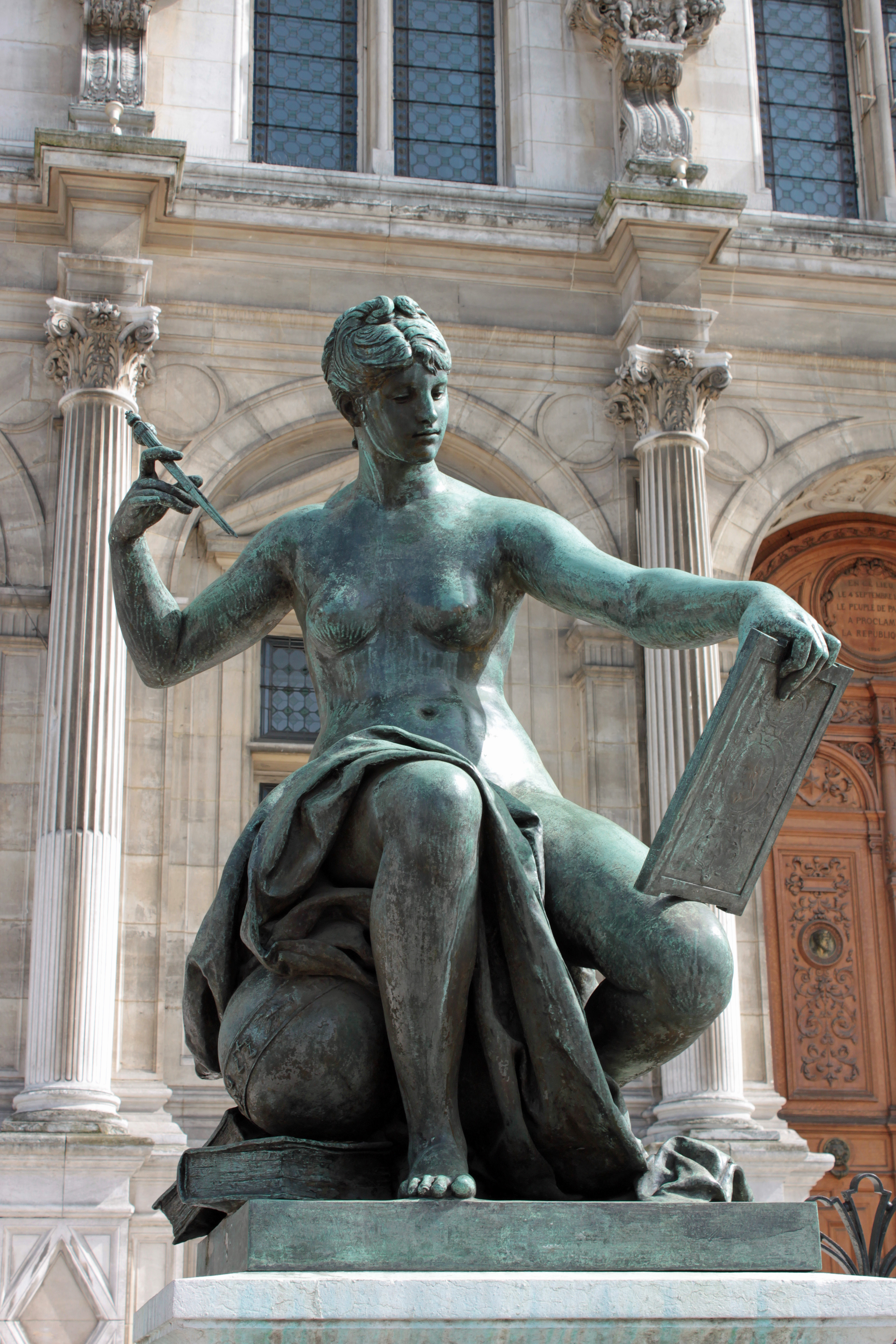
La Science, hôtel de ville de Paris.